# Tüskéshalalakúak
A tüskéshalalakúak (Stephanoberyciformes) a csontos halak (Osteichthyes) főosztályában a sugarasúszójú halak (Actinopterygii) osztályának egyik rendje.